# Hora Svatého Šebestiána
Hora Svatého Šebestiána (bis ca. 1948 Bastianperk, deutsch Sebastiansberg) ist eine Gemeinde im Ústecký kraj in Tschechien.

## Geographie

### Lage

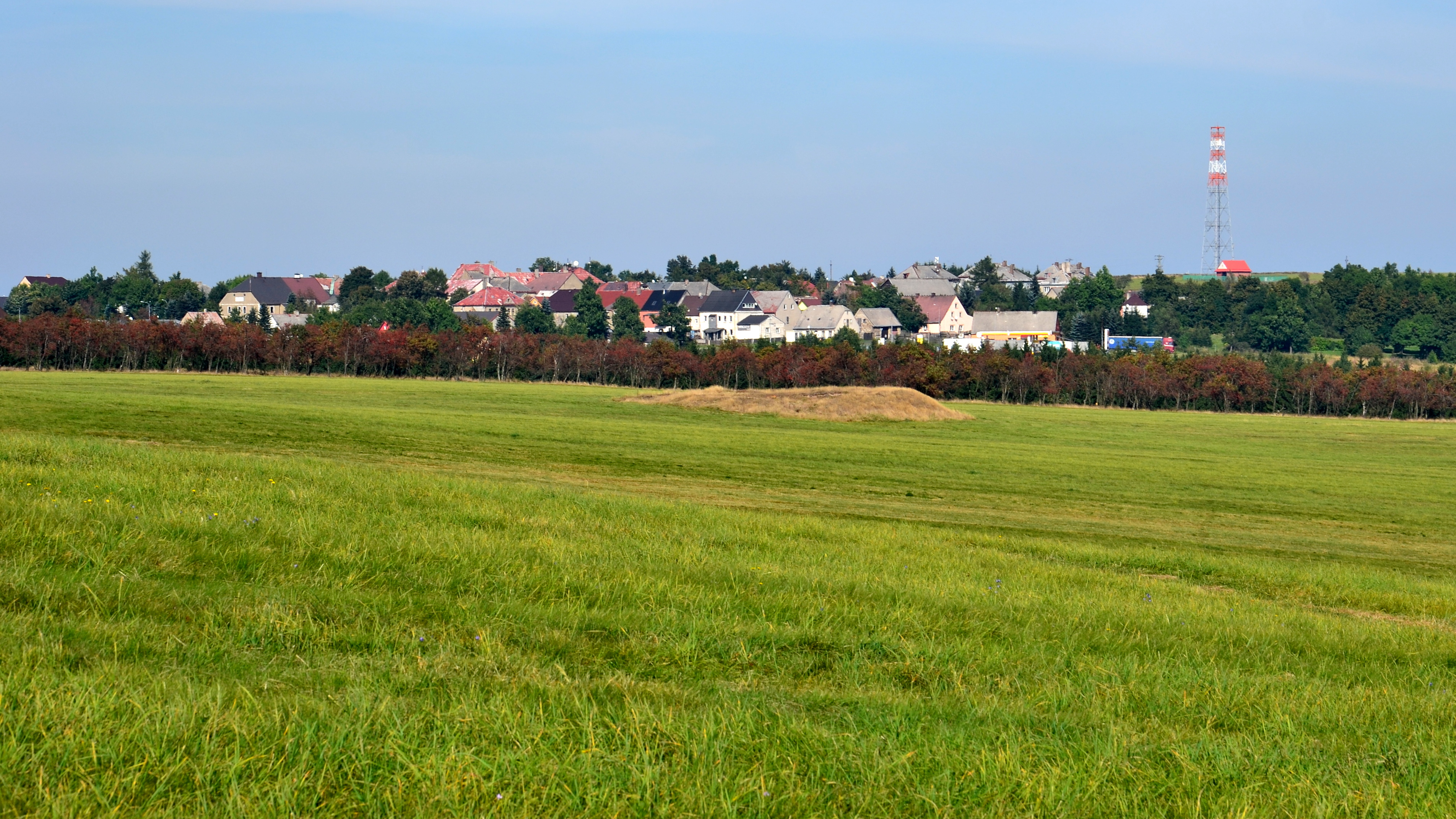
Ortsansicht von Süden (2016)

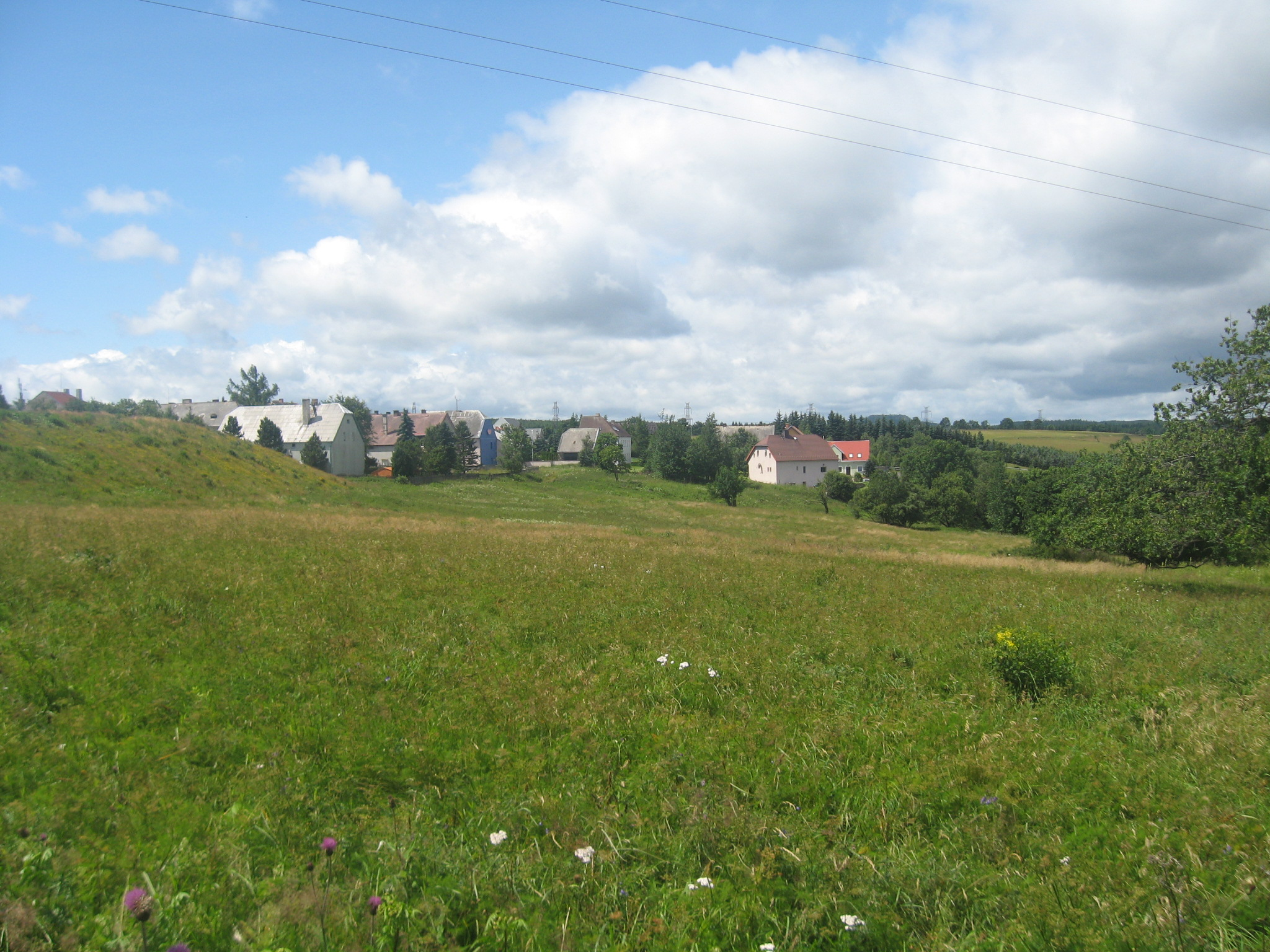
Ortsansicht von Norden

Die Ortschaft liegt in Nordböhmen auf 841 m ü. M., etwa 14 Kilometer nordöstlich von Chomutov (Komotau) auf dem Kamm des Erzgebirges, am Oberlauf der Chomutovka (Komotau oder Komotauer Bach). Unmittelbar westlich des Ortszentrums verläuft die Silnice I/7, die gemeinsam mit der sich auf deutscher Seite fortsetzenden Bundesstraße 174 die kürzeste Straßenverbindung zwischen dem Ballungsraum Leipzig-Halle und Prag bildet.

### Gemeindegliederung
Die Gemeinde Hora Svatého Šebestiána besteht aus den Ortsteilen Hora Svatého Šebestiána (Sebastiansberg) und Nová Ves (Neudorf, auch Neundorf). Grundsiedlungseinheiten sind Hora Svatého Šebestiána, Jilmová (Ulmbach), Nová Ves und Pohraniční (Böhmisch Reitzenhain).
Das Gemeindegebiet gliedert sich in die Katastralbezirke Hora Svatého Šebestiána, Jilmová, Nová Ves u Křimova und Pohraniční.

### Nachbarorte
| Marienberg           |                                             | Kalek (Kallich)  |
|                      | Kompassrose, die auf Nachbargemeinden zeigt | Blatno (Platten) |
| Výsluní (Sonnenberg) |                                             | Křimov (Krima)   |

## Geschichte

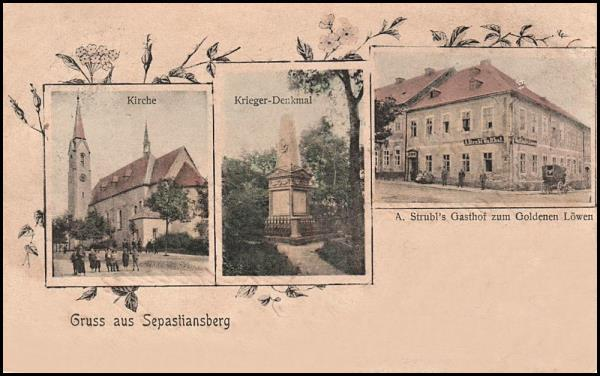
Ansichtskarte mit Ortsmotiven, darunter die Kirche (1904)

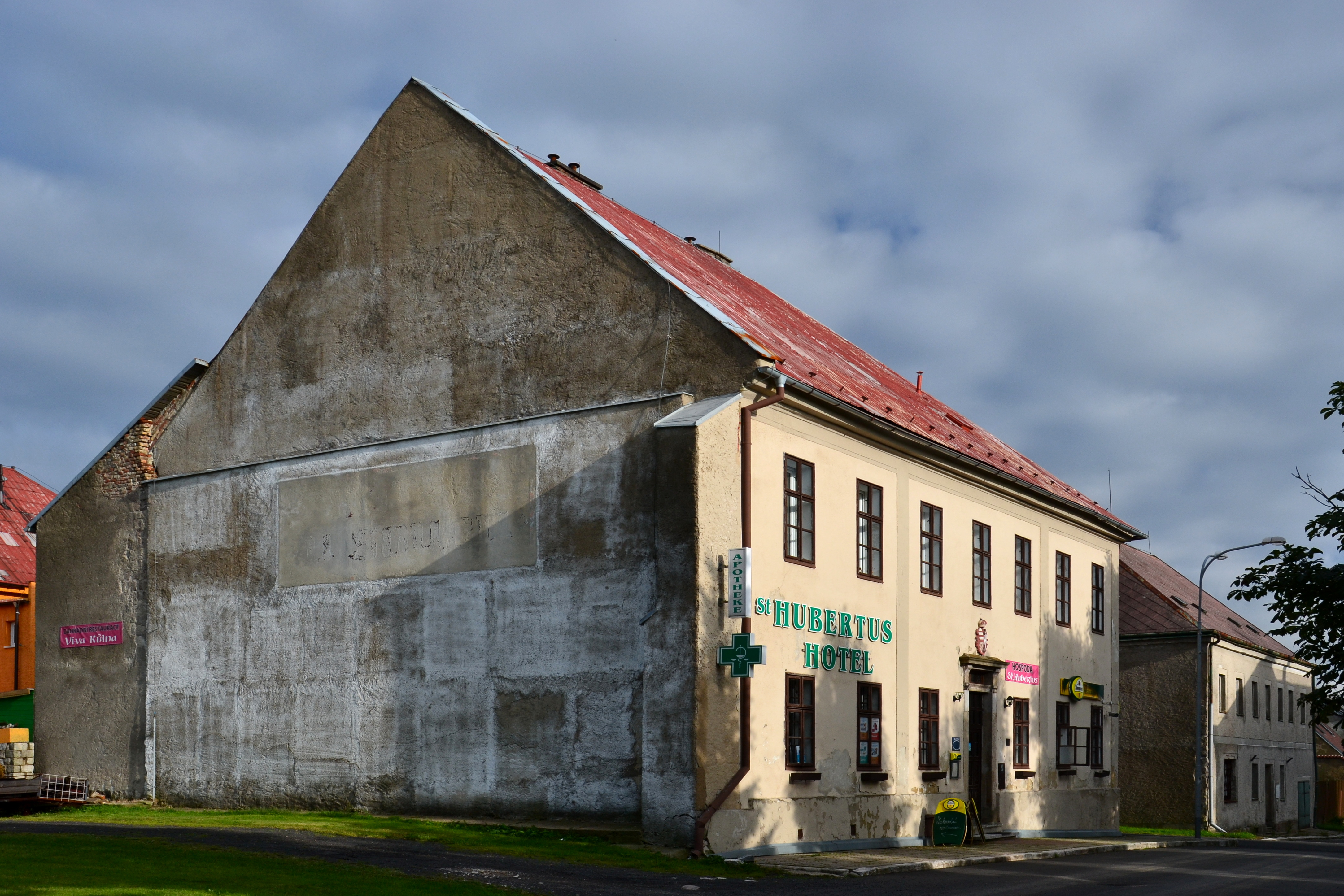
Gebäude des ehemaligen Rathauses

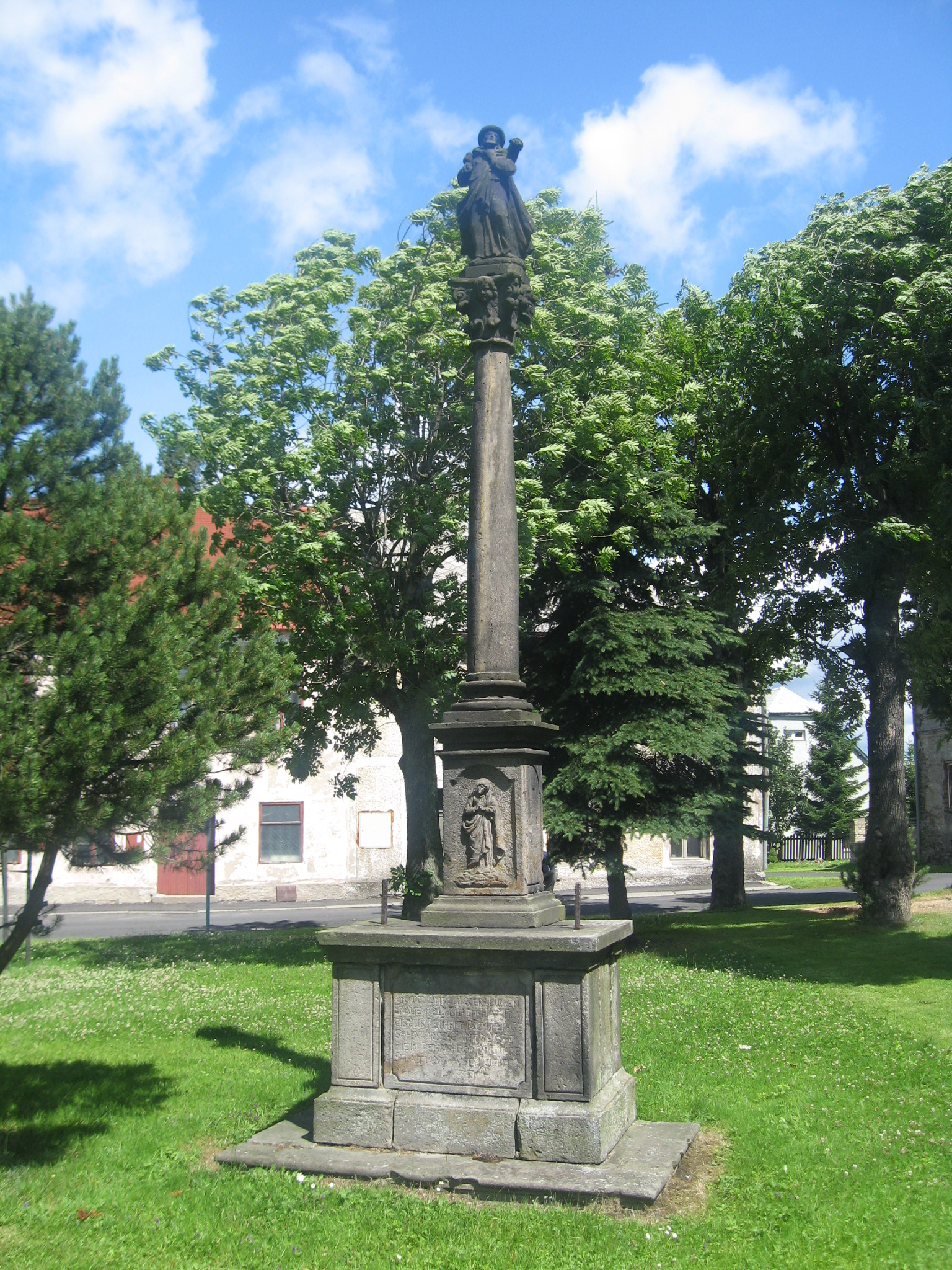
Christopherus-Statue aus dem ehemaligen Ort Reischdorf

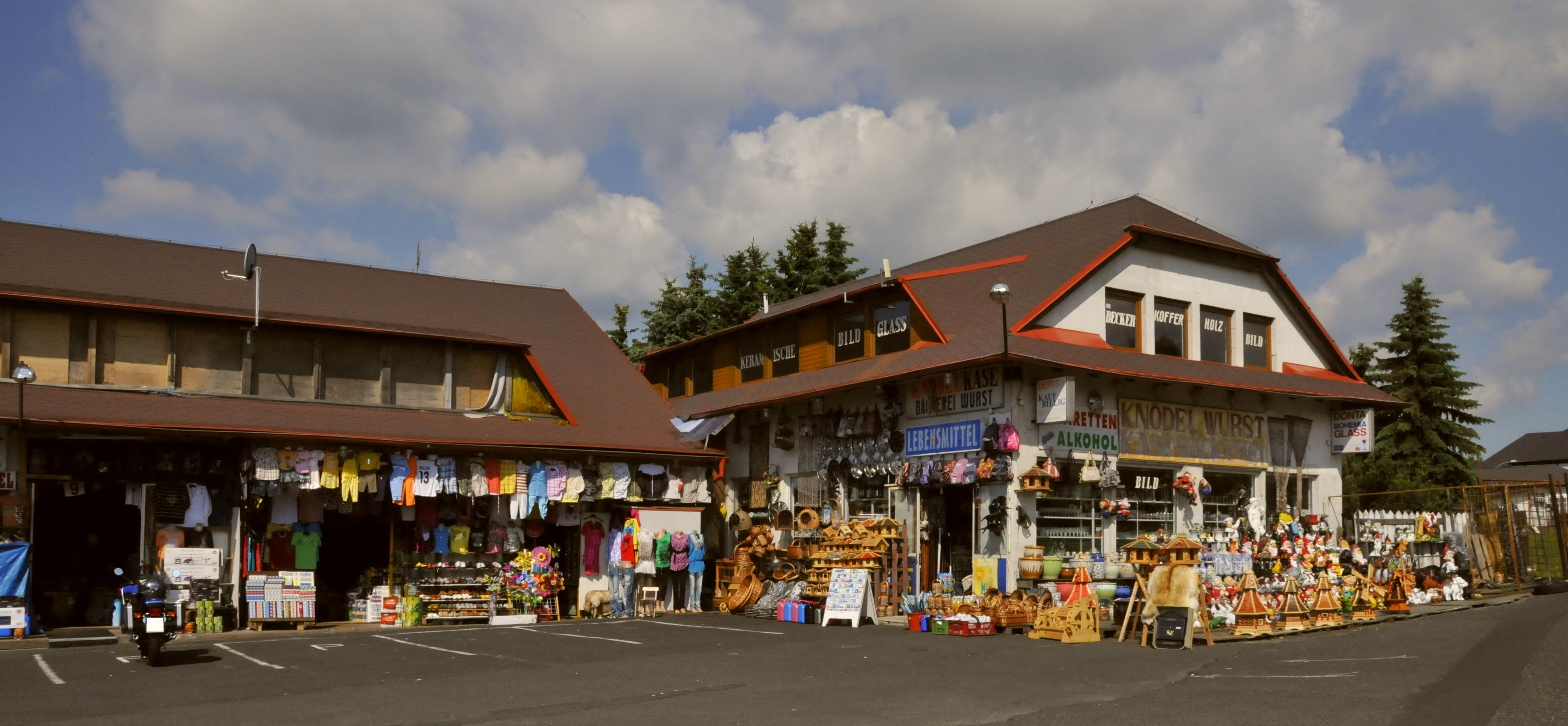
Souvenir-Laden in der Nähe des Grenzübergangs

Der Ort wurde vermutlich 1384 vom Prager Bürger und Bergbauunternehmer Joachim Rothloew gegründet, der hier mit Erlaubnis des Kaisers Karl IV. mit der Suche nach Erz begann. Die Funde waren reichhaltig und die zuwandernden Bergleute gründeten die erste Siedlung Passberg. Durch den Ort führte im Mittelalter die wichtige Kaufmannstraße von Komotau nach Sachsen. Während der Hussitenkriege wurde das Dorf zerstört. In der zweiten Hälfte des 15. Jahrhunderts gehörte der Ort zur Herrschaft der Herren von Weitmühl. Sebastian von Weitmühl ließ hier die erste Kirche des Heiligen Sebastian erstellen.
Am 1. April 1563 bestätigte Kaiser Ferdinand I. der Stadt die von den früheren Besitzern gewährten Freiheiten, namentlich den Salzhandel, und verlieh ihr das Privilegium zweier Jahrmärkte, die Erhebung eines Wagen-Durchfuhrzolls und eines Wappens. Das zeugt von der Bedeutung Sebastiansbergs zur damaligen Zeit. 1571 gehörte die Gegend den Herren von Lobkowicz, später den Lobkowicz von Hassenstein. Diese bekannten sich zu den Protestanten. 1588 begann die Rekatholisierung, und viele Einwohner wanderten nach Sachsen aus. 1593 fiel der Ort der Krone zu. Am 2. Januar 1597 wurde Sebastiansberg von Kaiser Rudolf II. zur königlichen Bergstadt ernannt. Der Ort blühte auf. Neben dem Bergbau siedelten sich zahlreiche Handwerker an. Privilegien wurden auch 1616 von Kaiser Matthias und 1665 von Kaiser Leopold I.  verliehen.
Während des Dreißigjährigen Krieges, aber auch während des Siebenjährigen Krieges und der Napoleonischen Kriege wurde der Ort mehrmals geplündert und niedergebrannt. Neben den Kriegen sorgten strenge Winter dafür, dass der Ort immer mehr verarmte.
Ab der Mitte des 19. Jahrhunderts bildete Sebastiansberg eine Gemeinde im Gerichtsbezirk Sebastiansberg bzw. Bezirk Komotau, wobei Sebastiansberg Sitz des Bezirksgerichts wurde.
Erst die 1870er Jahre brachten neuen Aufschwung. Es wurde Torf abgebaut und das noch heute tätige Gewerbe der Korbmacher ließ sich nieder. Am 23. August 1875 wurde die den Erzgebirgskamm überschreitende Bahnstrecke Komotau–Reitzenhain eröffnet, an der Sebastiansberg einen Bahnhof erhielt. Im Jahr 1877 wurde die Pfarrkirche neu erbaut.
Der Erste Weltkrieg forderte das Leben vieler Männer aus dem Ort. Nach dem Krieg lebten die Einwohner vom Schmuggel. Aufgrund des Münchner Abkommens gehörte Sebastiansberg von 1938 bis 1945 zum Landkreis Komotau, Regierungsbezirk Aussig, im Reichsgau Sudetenland des Deutschen Reichs. Nach Ende des Zweiten Weltkriegs wurden die Deutschen enteignet und vertrieben, und der Ort zählte nur noch 150 Einwohner. Heute lebt der Ort vor allem vom Tourismus. Zum deutschen Ort Reitzenhain besteht ein Grenzübergang.

### Demographie
Bis 1945 war Sebastiansberg überwiegend von Deutschböhmen besiedelt, die vertrieben wurden.
| Jahr | Einwohnerzahl | Anmerkungen                                                                |
| ---- | ------------- | -------------------------------------------------------------------------- |
| 1830 | 1292          | in 186 Häusern                                                             |
| 1845 | 1588          | deutsche Einwohner, in 193 Häusern, darunter neun protestantische Familien |
| 1869 | 1743          |                                                                            |
| 1880 | 2050          | 2025 deutschsprachig                                                       |
| 1890 | 2142          |                                                                            |
| 1900 | 1995          | deutsche Einwohner                                                         |
| 1910 | 1824          | 1818 deutschsprachig                                                       |
| 1821 | 1389          |                                                                            |
| 1930 | 1322          | [ 12 ]                                                                     |
| 1939 | 1226          | [ 12 ]                                                                     |

| Jahr      | 1950 | 1961 1 | 1970 1 | 1980 1 | 1991 1 | 2001 1 | 2011 2 |
| Einwohner | 276  | 524    | 486    | 368    | 180    | 219    | 266    |

## Wappen
Das Stadtwappen ist ein senkrecht geteilter Schild, über dem ein roter Erzherzogs-Hut mit einem goldenen Kreuz dargestellt ist. Die linke (heraldisch rechte) Schildhälfte ist nochmals waagerecht geteilt und enthält im unteren goldenen Feld Schlegel und Eisen (Bergbau), im oberen zwei rote Balken, die durch einen silbernen getrennt sind. Die rechte (heraldisch linke), rote Schildhälfte zeigt das Bildnis des an einen Baum gebundenen und von fünf Pfeilen durchbohrten hl. Märtyrers Sebastian.

## Persönlichkeiten
- August Weymann und Thomas Frank, Ehrenbürger seit 1882
- Josef Hemmerle (1914–2003), deutscher Historiker und Archivleiter
- Rudolf Hemmerle (1919–2013), deutscher Schriftsteller

## Verkehr
Durch das Gemeindegebiet verläuft die Staatsstraße Silnice I/7. Durch die in jüngster Vergangenheit durchgeführte Neutrassierung als Umgehungsstraße für die Orte Nová Ves, Křimov, Domina und Krásna Lípa ist die vormals bei und in diesen Orten verbreitete Straßenprostitution weitgehend zum Erliegen gekommen.

## Tourismus
Durch Hora Svatého Šebestiána führt die böhmische Route des Europäischen Fernwanderwegs E3.

## Sehenswürdigkeiten
- Schaubergwerk Nikolaistollen (Mikulášská štola), nach Anmeldung zu besichtigen.